# Osmond Borradaile
Osmond Hudson Borradaile (* 16. Juli 1898 in Winnipeg, Kanada; † 23. März 1999 in Vancouver) war ein kanadischer Kameramann beim britischen Film, ein Spezialist für prachtentfaltende, dokumentarische Außenaufnahmen.

## Die frühen Jahre
Osmond H. Borradaile hatte bereits im Alter von sieben Jahren in heimatlichen Kanada einen Film gesehen und sich frühzeitig für das Kino begeistert. Kurz vor Ausbruch des Ersten Weltkriegs zog die Familie nach San Diego um, wo Borradaile aber recht bald die Schule verließ und sich sein erstes eigenes Geld als Ticketverkäufer verdiente. Ersten Kontakt zur Filmindustrie soll er bei Dreharbeiten zu einem Film mit Mary Pickford geknüpft haben. Über einen Freund seiner Mutter gelangte Borradaile schließlich an den Job eines Labortechnikers bei Jesse L. Laskys Produktionsfirma Feature Play Co.
Offiziell in Victoria, British Columbia, beheimatet, wurde Borradaile als kanadischer Staatsbürger frühzeitig eingezogen. Er diente im Rahmen der kanadischen Expeditionsstreitkräfte im '5th Regt. C.G.A.' vom 8. September bis zum 30. November 1916 an der Front in Frankreich.
Im April 1919 kehrte er von Victoria nach Hollywood zurück und wurde sofort von der Famous Players-Lasky Corporation übernommen, wo er als Kameraassistent Beschäftigung fand und zunächst für den Regisseur Sam Wood arbeitete. Rasch spezialisierte er sich auf Außenaufnahmen und bewies ein Gespür für den Umgang mit natürlichem Licht. In den späten Stummfilmjahren arbeitete Borradaile mit Hollywood-Legenden wie Wallace Reid, Gloria Swanson, Rudolph Valentino, Clara Bow und dem Kinderstar Jackie Coogan. Als einfacher Kameramann war er 1929 an den Aufnahmen zu Ernst Lubitschs Liebesparade beteiligt, im Jahr darauf besorgte er die Luftaufnahmen zu Howard Hughes’ legendärem Fliegerstreifen Höllenflieger.

## Karrierehöhepunkt in England
Im März 1932 kehrten Osmond Borradaile und seine achte Jahre jüngere, aus Lille stammende französische Ehefrau Christiane, von einer Reise nach Australien nicht mehr nach Hollywood zurück, sondern ließen sich in London nieder. Dort wurde er von der Produktionsfirma Alexander Kordas verpflichtet und nahm noch im selben Jahr die Außenaufnahmen zu dem Film Men of Tomorrow auf. An der Regie beteiligt war Kordas Bruder Zoltan, mit dem Borradaile zukünftig regelmäßig zusammenarbeiten sollte. Anfänglich musste sich Borradaile noch mit der Tätigkeit eines einfachen Kameramannes bei zentralen Alexander-Korda-Produktionen wie Das Privatleben Heinrichs VIII., Das Privatleben des Don Juan und Die scharlachrote Blume begnügen, ehe er seit 1934 auch in eigener Verantwortung Filme fotografieren durfte.
Für Zoltan Kordas Inszenierungen Bosambo, Elefanten-Boy, Gefahr am Doro-Paß und Vier Federn lieferte der Kanadier eine Fülle von beeindruckenden Außenaufnahmen von exotischen Drehorten. Es handelte sich dabei zumeist um packende Abenteuerfilmproduktionen, die das Britische Empire preisen sollten. Für die Leistung zu Vier Federn an der Seite des angesehenen Pariser Kollegen Georges Périnal erhielt Borradaile eine Oscar-Nominierung für die beste Farbfilmkameraarbeit.
Zwischendurch, am 7. Dezember 1937, begaben sich Osmond und Christiane Borradaile von Le Havre mit dem Schiff nach Los Angeles, wo sie exakt einen Monat später ankamen, um dort beider Kind auf die Welt zu bringen. Am 8. August 1938 kehrte das Ehepaar mit ihrer am 19. Mai 1938 geborenen Tochter Anita nach England zurück.
Der Ausbruch des Zweiten Weltkriegs beendete Borradailes glanzvolle Karriere beim britischen Film abrupt. Die im ersten Kriegswinter 1939/40  noch in Produktion befindliche Großproduktion Der Dieb von Bagdad, eine überaus aufwändige 1001-Nacht-Geschichte, zu der Borradaile einige Aufnahmen geliefert hatte, musste in London abgebrochen werden, und die Produktion wurde in Hollywood beendet. Borradaile wurde erneut eingezogen und zum Army Officer Photographer ernannt. In dieser Funktion reiste er am 9. Juni 1942 von Swansea via New York heim nach Kanada, wo er staatliche Aufträge für die Fotografie bzw. Regie von Dokumentarkurzfilmen an Land ziehen konnte. Bis Ende 1944 hielt er sich erneut in England auf, das gesamte Jahr 1945 wieder in Nordamerika.

## Die späten Jahre
Unmittelbar nach Kriegsende holte man Borradaile, der mittlerweile längst den Ruf besaß, ein ausgezeichneter Landschaftsfotograf zu sein, nach Australien, wo er mit seinen Treckaufnahmen zu dem von der dortigen Filmkritik enthusiastisch gefeierten Viehtreiber- und Outback-Abenteuer „The Overlanders“ für Furore sorgte. Kurz darauf ging er für die Außenaufnahmen der Hollywood-Produktion Die Affäre Macomber nach Afrika, ein weiteres Jahr später (im November 1947) kehrte Borradaile aus Mombasa nach London zurück. 1948 schuf er in Norwegen und der Schweiz die Aufnahmen zu dem Südpol-Drama Scotts letzte Fahrt und gleich darauf die süddeutschen Außenaufnahmen für die turbulente Cary-Grant-Komödie Ich war eine männliche Kriegsbraut des Hollywood-Routiniers Howard Hawks.
Mit Beginn der 50er Jahre kehrte der Weltenbummler Borradaile endgültig nach Kanada heim und konzentrierte sich fortan weitgehend auf die Fotografie von Filmdokumentationen. 1955 holte ihn Zoltan Korda für die Neuverfilmung des „Vier Federn“-Stoffs „Sturm über dem Nil“. Anschließend blieb Borradaile weitgehend beschäftigungslos, und er kehrte in den Westen Kanadas heim. Abgesehen von seinen beeindruckenden Winteraufnahmen aus der kanadischen Wildnis in dem Trapper-Drama „Wie ein Schrei im Wind“ (The Trap, 1965) erhielt Osmond H. Borradaile keinerlei Anschlussaufträge vom abendfüllenden Kinospielfilm mehr.
Im Jahre 1982 wurde der frühere Kameramann mit der höchsten zivilen Auszeichnung seines Heimatlandes, des Order of Canada, ausgezeichnet. Borradaile starb, von der Branche fast vergessen, hochbetagt im Alter von über 100 Jahren in seiner langjährigen Wahlheimat Vancouver.

## Filme (Auswahl)
- 1934: The Private Life of the Gannets (Kurzdokumentarfilm)
- 1934: Bosambo (Sanders of the River)
- 1936: Elefanten-Boy
- 1938: Gefahr am Doro-Paß (The Drum) (Aufnahmen in Indien)
- 1938: Vier Federn (Aufnahmen im Sudan)
- 1939: The Lions Has Wings
- 1939/40: Der Dieb von Bagdad (zusätzl. Aufn.)
- 1942/43: Action Stations ! (Dokumentarfilm)
- 1943: Men Without Wings (Regie, Kurzdokumentarfilm)
- 1946: Das große Treiben (The Overlanders)
- 1946: Die Affäre Macomber (The Macomber Affair) (Aufnahmen in Afrika)
- 1947: Bonnie Prince Charlie
- 1948: Scotts letzte Fahrt
- 1948: Der Fall Winslow (The Winslow Boy)
- 1948: Ich war eine männliche Kriegsbraut (süddeutsche Aufn.)
- 1949: Saints and Sinners
- 1951: Breakdown (mittellanger Dokumentarfilm)
- 1951: Royal Journey (mittellanger Dokumentarfilm)
- 1953: Dues and the Union (Kurzdokumentarfilm)
- 1953: Country Magistrate (Kurzdokumentarfilm)
- 1954: L’esprit du mal
- 1955: Sturm über dem Nil (Storm Over the Nile)
- 1955: Prepare for Advancement (Kurzdokumentarfilm)
- 1956: Methods of Instruction (Kurzdokumentarfilm)
- 1965: Wie ein Schrei im Wind (The Trap) (Second-Unit-Kamera)
- 1967: West to the Mountains (Kurzfilm)
- 1970: Travelin’ Light (Dokumentarfilm)